# Heartbreak High
Heartbreak High (lit. ‘l'institut dels trencacors’) és una sèrie de televisió australiana de Netflix estrenada el 2022. Va ser creada per Hannah Carroll Chapman, basant-se en la sèrie homònima del 1994 difosa per Network Ten. Es preveu que tingui 3 temporades.

## Sinopsi
L'Amerie, una estudiant de l'institut Hartley High, es torna el focus d'atenció i perd la bona reputació en descobrir-se un mapa que va fer amb la seva millor amiga Harper en què detallen tots els intercanvis sexuals dels seus companys d'escola. En conseqüència, el centre obliga els estudiants a assistir a classes d'educació sexual en les quals es cobriran temes com l'abús de substàncies, el consentiment sexual i les discriminacions.

## Elenc

### Principal
- Ayesha Madon com a Amerie Wadia
- Asher Yasbincek com a Harper McLean
- Thomas Weatherall com a Malakai Mitchell
- Bryn Chapman Parish com a Spencer "Spider" White
- James Majoos com a Darren Rivers
- Chloé Hayden com a Quinn "Quinni" Gallagher-Jones
- Will McDonald com a Douglas "Ca$h" Piggott
- Gemma Chua-Tran com a Sasha So
- Sherry-Lee Watson com a Missy Beckett
- Joshua Heuston com a Dustin "Dusty" Reid
- Brodie Townsend com a Anthony "Ant" Vaughn
- Chika Ikogwe com a Josephine "Jojo" Obah
- Scott Major com a Peter Rivers (pare de Darren)
- Rachel House com a Principal Stacy "Woodsy" Woods
- Sam Rechner com a Rowan Callaghan
- Kartanya Maynard com a Zoe Clarke
- Angus Sampson com a Timothy Voss

### Secundari
- Isabella Gutierrez com a Chaka Cardenes
- Ben Oxenbould com a Justin McLean (pare de la Harper)
- Justin Smith com a Jim
- Sandy Sharma com a Huma Wadia (mare de l'Amerie)
- Tom Wilson com a Chook
- Kye McMaster com a Tilla
- Ari McCarthy com a Jayden
- Maggie Dence com a Nan (àvia del Ca$h)
- Robyn Malcolm com a Cait White (mare de l'Spider)
- Stephen Hunter com a Coach Arkell
- Jeremy Lindsay Taylor com a Kurt Peterson
- Natalie Tran com a Rhea Brown
- Jude Hyland com a Jett Callaghan (germà del Rowan)
- Lara Cox com a Anita Scheppers

## Producció
La sèrie va ser creada per Hannah Carroll Chapman, pensada com a versió adaptada de la sèrie original, emesa entre el 1994 i el 1996 per la cadena australiana Network Ten i entre el 1997 i el 1999 per Australian Broadcasting Corporation, amb cofinançament de la BBC. Va ser produïda per NewBe i Fremantle Australia. En la primera temporada, van ser-ne els productors executius Chris Oliver-Taylor, Carly Heaton i Jeroen Koopman; en la segona, la mateixa Hannah Carroll Chapman, Carly Heaton i Sarah Freeman. Els capítols van ser dirigits per Gracie Otto, Neil Sharma, Adam Murfet i Jessie Oldfield, i guionats per Keir Wilkins, Marieke Hardy, Jean Tong, Thomas Wilson White, Sara Khan, Megan Palinkas i Hannah Charroll Chapman.
Es va anunciar la sèrie el desembre del 2020. La primera temporada es va rodar principalment a Nova Gal·les del Sud, concretament a Matraville i Maroubra, entre el novembre del 2021 i el febrer del 2022. L'octubre del 2022, es va fer saber que hi hauria una segona temporada. La fase de producció va durar del 29 de maig al 29 d'agost del 2023. El maig del 2024, es va fer públic que es produiria una tercera i última temporada.

## Estrena
El primer tràiler de la primera temporada es va publicar l'agost del 2022. La temporada es va estrenar el 14 de setembre del 2022.
El primer tràiler de la segona temporada va ser difós el març del 2023. La temporada va sortir a la llum l'abril del 2024.

## Recepció

### Audiència
La primera temporada de Heartbreak High va ser el 6è títol en anglès més vist a Netflix en la setmana d'estrena, del 19 al 25 de setembre del 2022, en què se'n van veure 18.250.000 hores en total. La setmana següent, del 25 de setembre al 2 d'octubre, va escalar a la 5a posició i va rebre 14.880.000 hores de visionatge. La sèrie es va mantenir en el podi la tercera setmana, en 8è lloc, amb 9.480.000 hores vistes.
La segona temporada va resultar 7a en la mateixa llista durant la primera setmana, del 8 al 14 d'abril del 2024, amb 15.800.000 hores. La segona setmana, amb 20.000.000 d'hores de visionatge, va arribar a ser 5a novament. La tercera setmana, va baixar a la 9a posició amb 12.000.000 d'hores.
El 2024, els vídeos amb el hashtag #HeartbreakHigh a TikTok havien rebut més de 2.000 milions de visualitzacions.

### Crítica
Al lloc web de crítica Rotten Tomatoes, la primera temporada de Heartbreak High va rebre l'aprovació del 100 % basant-se en la valoració de 10 crítics i una puntuació mitjana de 7,3/10. La segona temporada va ser aprovada amb un 50 % a partir de 6 crítiques i va ser qualificada de mitjana amb un 6,4/10.
La sèrie ha estat aclamada per la representació que fa de l'autisme i de la diversitat ètnica, sexual i de gènere, així com per la versemblança de la representació de l'adolescència en l'actualitat, pel vestuari i per la fotografia. Ha estat comparada amb altres sèries juvenils com Sex Education, Riverdale, Never Have I Ever i Euphoria.
Va ser considerada una de les millors 10 noves sèries de televisió del 2022 pel lloc web Collider, juntament amb The Sandman, Dimecres, Heartstopper i House of the Dragon, entre d'altres.
Pel que fa a la premsa, Maria Folqué del Diari de Barcelona va considerar-la «una sèrie que ha apostat per la inclusivitat i que s'ha fet de forma molt natural». D'altra banda, Luke Buckmaster de The Guardian la qualifica de «ben polida, anímica i performàtica», tot i que en critica el «to hiperreal, gairebé increïble». Karl Quinn de The Sydney Morning Herald va destacar-ne el «compromís per la diversitat i un tractament del sexe, la identitat i les relacions sense judicis», però va recalcar que «a vegades sembla que aquest institut existeixi en una mena d'univers paral·lel».

### Premis i nominacions
| Premi                       | Any  | Categoria                                           | Receptor                                 | Resultat  | Ref.   |
| --------------------------- | ---- | --------------------------------------------------- | ---------------------------------------- | --------- | ------ |
| Premis AACTA                | 2022 | Millor sèrie dramàtica                              | Heartbreak High                          | Nominat   | [ 30 ] |
| Premis AACTA                | 2022 | Millor actor protagonista en un drama               | James Majoos                             | Nominat   | [ 30 ] |
| Premis AACTA                | 2022 | Millor actor secundari en un drama                  | Thomas Weatherall                        | Guanyador | [ 30 ] |
| Premis AACTA                | 2022 | Millor direcció de drama o comèdia                  | Gracie Otto                              | Nominat   | [ 30 ] |
| Premis AACTA                | 2022 | Millor guió de televisió                            | Hannah Carroll Chapman (per "Map Bitch") | Guanyador | [ 30 ] |
| Premis AACTA                | 2022 | Millor direcció de fotografia en televisió          | Simon Ozolins (per "Map Bitch")          | Nominat   | [ 30 ] |
| Premis AACTA                | 2022 | Millor disseny de vestuari en televisió             | Rita Carmody (per "Map Bitch")           | Guanyador | [ 30 ] |
| Premis AACTA                | 2022 | Millor disseny de producció en televisió            | Marni Kornhauser (per "Map Bitch")       | Nominat   | [ 30 ] |
| Premis AACTA                | 2022 | Millor elenc                                        | Amanda Mitchell                          | Nominat   | [ 30 ] |
| Premis AACTA                | 2022 | Premi de l'audiència a la millor sèrie de televisió | Heartbreak High                          | Guanyador | [ 30 ] |
| Premis AACTA                | 2022 | Premi de l'audiència al millor actor                | Bryn Chapman-Parish                      | Guanyador | [ 30 ] |
| Premis AACTA                | 2022 | Premi de l'audiència al millor actor                | Thomas Weatherall                        | Nominat   | [ 30 ] |
| Premis AACTA                | 2022 | Premi de l'audiència a la millor actriu             | Chloé Hayden                             | Guanyador | [ 30 ] |
| Premis AACTA                | 2022 | Premi de l'audiència a la millor actriu             | Ayesha Madon                             | Nominat   | [ 30 ] |
| Premis AACTA                | 2022 | Premi de l'audiència a la millor actriu             | Asher Yasbincek                          | Nominat   | [ 30 ] |
| Premis AACTA Internacionals | 2023 | Millor sèrie dramàtica                              | Heartbreak High                          | Nominat   | [ 31 ] |
| Premis AACTA Internacionals | 2023 | Millor actor de televisió                           | Thomas Weatherall                        | Nominat   | [ 31 ] |
| GLAAD Media Awards          | 2023 | Nova sèrie de televisió destacada                   | Heartbreak High                          | Nominat   | [ 32 ] |
| Logie Awards                | 2023 | Sèrie dramàtica, minisèrie o telefilm més popular   | Heartbreak High                          | Nominat   | [ 33 ] |
| Logie Awards                | 2023 | Nou talent més popular                              | Chloé Hayden                             | Nominat   | [ 33 ] |
| Logie Awards                | 2023 | Nou talent més popular                              | Ayesha Madon                             | Nominat   | [ 33 ] |
| Logie Awards                | 2023 | Actor secundari més destacat                        | Thomas Weatherall                        | Guanyador | [ 33 ] |
| International Emmy Awards   | 2023 | Kids: Live-Action                                   | Heartbreak High                          | Guanyador |        |